# Копе
Копе (фр. Coppet) — місто  в Швейцарії в кантоні Во, округ Ньйон.

## Географія
Місто розташоване на березі Женевського озера на відстані близько 120 км на південний захід від Берна, 45 км на південний захід від Лозанни.
Копе має площу 1,9 км², з яких на 62,7% дозволяється будівництво (житлове та будівництво доріг), 33,5% використовуються в сільськогосподарських цілях, 3,2% зайнято лісами, 0,5% не є продуктивними (річки, льодовики або гори).

## Демографія
2019 року в місті мешкало 3239 осіб (+4,5% порівняно з 2010 роком), іноземців було 39,6%. Густота населення становила 1732 осіб/км².
За віковим діапазоном населення розподілялося таким чином: 25,9% — особи молодші 20 років, 56,6% — особи у віці 20—64 років, 17,6% — особи у віці 65 років та старші. Було 1275 помешкань (у середньому 2,5 особи в помешканні).
Із загальної кількості 860 працюючих 4 було зайнятих в первинному секторі, 66 — в обробній промисловості, 790 — в галузі послуг.

## Пам'ятки
Старий замок, де жив як вихователь графа Дона французький філософ Бейль; пізніше замком володів французький міністр фінансів Жак Неккер , дочка якого, пані Сталь, приваблювала в Коппе чудових людей того часу.